# 韋謝利夫卡 (科羅斯堅區)
50°51′21″N 28°33′40″E / 50.85583°N 28.56111°E
韋謝利夫卡（烏克蘭語：Веселівка），是烏克蘭的村落，位於該國北部日托米爾州，由科羅斯堅區負責管轄，始建於1814年，面積1.84平方公里，海拔高度207米，2001年人口628。